# Gruno Bokaal
De Gruno Bokaal is een jaarlijks terugkerende Nederlandse schaatswedstrijd die wordt georganiseerd door het gewest Groningen van de KNSB. De wedstrijd wordt meestal in januari of februari (soms in een andere maand) verreden op de ijsbaan van Groningen.
Het is tevens een wedstrijd voor gewesten die strijden om de zilveren schaats. In 1983 werd het toernooi niet gehouden wegens renovatie van het ijsstadion Stadspark. Naast het allroundtoernooi werd er tussen 2002 en 2009 ook om de VPZ Sprintcup gestreden, een wedstrijd over een sprintvierkamp. Het toernooi in 2009 was de laatste editie die gesponsord werd door VPZ Assuradeuren in Delfzijl. Sinds 2013 maakt de wedstrijd deel uit van de Holland Cup. In 2013 was ook de Gruno Bokaal nog het decor voor de kwalificatiewedstrijd voor de wereldkampioenschappen schaatsen allround 2013.
Samen met het Nederlands kampioenschappen allround is het de enige wedstrijd in Nederland die in de vorm van een grote vierkamp wordt gereden. De mannen rijden dus 500, 5000, 1500 en 10000 meter; de vrouwen – sinds 1985 – 500, 3000, 1500 en 5000 meter. Op de Gruno Bokaal en de VPZ Sprintcup zijn respectievelijk waren ook enkele plaatsen te verdienen voor respectievelijk het NK Allround mannen en vrouwen en het NK Sprint mannen en vrouwen van het huidige of het daaropvolgende schaatsseizoen.

## Winnaars
| Jaar | Datum                           | Winnaar mannen allround                      | Winnaar vrouwen allround                     | Winnaar mannen sprint                        | Winnaar vrouwen sprint                       | Zilveren schaats                             |
| ---- | ------------------------------- | -------------------------------------------- | -------------------------------------------- | -------------------------------------------- | -------------------------------------------- | -------------------------------------------- |
| 1975 |                                 | Hans van Helden                              | Herma Dorschman                              |                                              |                                              |                                              |
| 1976 |                                 | Cees Ripperda                                | Sophie Westenbroek                           |                                              |                                              |                                              |
| 1977 |                                 | John Oudt                                    |                                              |                                              |                                              |                                              |
| 1978 |                                 | Carl Draaijer                                |                                              |                                              |                                              |                                              |
| 1979 | 17–18 februari                  | Hilbert van der Duim                         |                                              |                                              |                                              |                                              |
| 1980 |                                 | Hans van Helden                              |                                              |                                              |                                              | Noord-Holland                                |
| 1981 |                                 | Rolf Sibrandy                                |                                              |                                              |                                              | Overijssel                                   |
| 1982 |                                 | Hein Vergeer                                 |                                              |                                              |                                              | Zuid-Holland                                 |
| 1983 |                                 | Niet verreden                                | Niet verreden                                | Niet verreden                                | Niet verreden                                | Niet verreden                                |
| 1984 |                                 | Egbert Post                                  |                                              |                                              |                                              | Drenthe                                      |
| 1985 |                                 | Gerard Kemkers                               | Petra Moolhuizen                             |                                              |                                              | Drenthe                                      |
| 1986 |                                 | Henk Nijdam                                  | Alida Pasveer                                |                                              |                                              | Drenthe                                      |
| 1987 | 7–8 februari                    | Jac Orie                                     | Hanneke de Vries                             |                                              |                                              | Overijssel                                   |
| 1988 |                                 | Ben van der Burg                             | Petra Moolhuizen                             |                                              |                                              | Noord-Holland/Utrecht                        |
| 1989 |                                 | Leo Visser                                   | Yvonne van Gennip                            |                                              |                                              | Zuid-Holland                                 |
| 1990 |                                 | Marnix ten Kortenaar                         | Hanneke de Vries                             |                                              |                                              | Noord-Brabant/Limburg                        |
| 1991 |                                 | Falko Zandstra                               | Carla Zijlstra                               |                                              |                                              | Groningen                                    |
| 1992 |                                 | Arjan Ottens                                 | Sandra Zwolle                                |                                              |                                              | Groningen                                    |
| 1993 |                                 | Jac Orie                                     | Carla Zijlstra                               |                                              |                                              | Zuid-Holland                                 |
| 1994 |                                 | Gert Bloemberg                               | Hanneke de Vries                             |                                              |                                              | Overijssel/Gelderland                        |
| 1995 |                                 | Jan Maarten Heideman                         | Lia van Schie                                |                                              |                                              | Overijssel                                   |
| 1996 |                                 | Bob de Jong                                  | Renate Groenewold                            |                                              |                                              | Noord-Holland/Utrecht                        |
| 1997 |                                 | André Vreugdenhil                            | Renate Groenewold                            |                                              |                                              | Drenthe                                      |
| 1998 |                                 | André Vreugdenhil                            | Renate Groenewold                            |                                              |                                              | Noord-Holland/Utrecht                        |
| 1999 |                                 | Sicco Janmaat                                | Sandra 't Hart                               |                                              |                                              | Noord-Holland/Utrecht                        |
| 2000 |                                 | Dennis van der Gun                           | Tijn Ponjee                                  |                                              |                                              | Friesland                                    |
| 2001 |                                 | Dennis van der Gun                           | Helen van Goozen                             |                                              |                                              | Drenthe                                      |
| 2002 |                                 | Yuri Solinger                                | Wieteke Cramer                               | Alexander Oltrop                             | Dianne Kootstra                              | Friesland                                    |
| 2003 |                                 | Tom Prinsen                                  | Wieteke Cramer                               | Stefan Groothuis                             | Tijn Ponjee                                  | Noord-Holland/Utrecht                        |
| 2004 |                                 | Rutger Elsinga                               | Mireille Reitsma                             | Stefan Groothuis                             | Willeke van Benthem                          | Noord-Holland/Utrecht                        |
| 2005 | 26–27 februari                  | Rintje Ritsma                                | Jorien Voorhuis                              | Stefan Groothuis                             | Marieke Wijsman                              | Overijssel                                   |
| 2006 | 14–15 januari                   | Mark Tuitert                                 | Helen van Goozen                             | Alexander Oltrop                             | Margot Boer                                  | Zuid-Holland                                 |
| 2007 | 17–18 februari                  | Ben Jongejan                                 | Diane Valkenburg                             | Jan Smeekens                                 | Thijsje Oenema                               | Zuid-Holland                                 |
| 2008 | 8–9 maart                       | Frank Vreugdenhil                            | Wieteke Cramer                               | Jurre Trouw                                  | Sophie Nijman                                | Noord-Holland/Utrecht                        |
| 2009 | 7–8 februari                    | Jan Blokhuijsen                              | Wieteke Cramer                               | Jan Bos                                      | Sophie Nijman                                | Noord-Holland/Utrecht                        |
| 2010 | 16–17 januari                   | Ted-Jan Bloemen                              | Janneke Ensing                               |                                              |                                              | Noord-Holland/Utrecht                        |
| 2011 | 12–13 februari                  | Ben Jongejan                                 | Annouk van der Weijden                       | Noord-Holland/Utrecht                        |                                              |                                              |
| 2012 | 11–12 februari                  | Afgelast vanwege afzeggingen door natuurijs. | Afgelast vanwege afzeggingen door natuurijs. | Afgelast vanwege afzeggingen door natuurijs. | Afgelast vanwege afzeggingen door natuurijs. | Afgelast vanwege afzeggingen door natuurijs. |
| 2013 | 2–3 februari                    | Ted-Jan Bloemen                              | Yvonne Nauta                                 |                                              |                                              |                                              |
| 2014 | 1–2 februari                    | Wouter olde Heuvel                           | Jorien Voorhuis                              | Overijssel                                   |                                              |                                              |
| 2015 | 31 januari–1 februari           | Arjen van der Kieft                          | Yvonne Nauta                                 |                                              |                                              |                                              |
| 2016 | 9–10 januari                    | Jos de Vos                                   | Annouk van der Weijden                       |                                              |                                              |                                              |
| 2017 | 7–8 januari                     | Koen Verweij                                 | Linda de Vries                               |                                              |                                              |                                              |
| 2018 | 13–14 januari                   | Lex Dijkstra                                 | Reina Anema                                  | Noord-Holland/Utrecht                        |                                              |                                              |
| 2018 | 8–9 december                    | Thomas Geerdinck                             | Esther Kiel                                  | Friesland                                    |                                              |                                              |
| 2020 | 11–12 januari                   | Louis Hollaar                                | Reina Anema                                  |                                              |                                              |                                              |
| 2021 | Afgelast vanwege coronapandemie | Afgelast vanwege coronapandemie              | Afgelast vanwege coronapandemie              | Afgelast vanwege coronapandemie              | Afgelast vanwege coronapandemie              | Afgelast vanwege coronapandemie              |
| 2022 | Afgelast vanwege coronapandemie | Afgelast vanwege coronapandemie              | Afgelast vanwege coronapandemie              | Afgelast vanwege coronapandemie              | Afgelast vanwege coronapandemie              | Afgelast vanwege coronapandemie              |
| 2022 | 10–11 december                  | Tjerk de Boer                                | Aveline Hijlkema                             |                                              |                                              |                                              |
| 2023 | 18–19 november                  | Colin Duivenvoorden                          | Robin Groot                                  |                                              |                                              |                                              |
| 2024 | 23–24 november                  | Stijn van de Bunt                            | Robin Groot                                  |                                              |                                              |                                              |